# Coccophagus fraternus
Coccophagus fraternus är en stekelart som beskrevs av Howard 1881. Coccophagus fraternus ingår i släktet Coccophagus och familjen växtlussteklar. Inga underarter finns listade i Catalogue of Life.